# Иваньков, Александр Петрович
Иванько́в, Алекса́ндр Петро́вич (24 августа 1924, село Елань — 14 июня 1987 года, Кировоград) — советский старшина, участник Великой Отечественной войны, полный кавалер ордена Славы.

## Биография
Родился 24 августа 1924 года в селе Елань Волгоградской области в семье рабочего. Русский. Член КПСС с 1943 года. Окончил 7 классов. Работал в колхозе.
В Красной Армии с августа 1942 года, на фронте с ноября 1943 года.
Наводчик 45-мм пушки 223-го кавалерийского полка (63-я казачья кавалерийская дивизия, 5-й гвардейский кавалерийский корпус, 2-й Украинский фронт) рядовой Иваньков в бою за г. Ольшаны (Дергачёвский р-н Харьковской обл.) 31.01.1944 г. подавил из орудия 4 огневые точки противника. При отражении контратаки прямой наводкой подбил танк и поразил нескольких вражеских солдат. 15.02.1944 г. награждён орденом Славы 3 степени.
В боях по расширению плацдарма на р. Южный Буг в районе дер. Токаревка (Первомайский р-н Одесской, ныне Николаевской обл.) 17-22.03.1944 г. из своего орудия расстрелял 4 огневые точки и группу гитлеровцев. С 2 бойцами вынес с поля боя раненого командира батареи. 05.07.1944 г. награждён орденом Славы 2 степени.
Командуя орудием того же полка, младший сержант Иваньков вместе с расчетом 24.10.1944 г. при отражении контратаки противника близ населенного пункта Модьором (21 км севернее г. Надькалло, Венгрия) подбил 2 вражеских танка. 28.10.1944 г. огнём из орудия прикрывал продвижение тылов полка, подавив 2 вражеских пулемета. 24.03.1945 г. награждён орденом Славы 1 степени.
В 1945 году демобилизован в звании старшины. 
Жил в Кировограде. Работал заведующим складом на железнодорожной станции.
Умер 14 июня 1987 года.

## Награды
Полный кавалер ордена Славы; орден Отечественной войны 1 степени, медали.